# Тамдыбулак
Та́мдыбулак (узб. Tomdibuloq / Томдибулоқ) — административный центр Тамдынского района (тумана) Навоийской области (вилоята) Узбекистана. Имеет статус посёлка.
Население Тамдыбулака по данным на 2014 год составляет около 12 000 человек. В национальном составе большинство составляют узбеки и казахи. Ближайшей железнодорожной станцией является станция Кызылкудук в 65 километрах от посёлка. В посёлке имеются артезианские скважины, которые используются для нужд посёлка. В посёлке расположено здание администрации Тамдынского района и другие районные, областные и государственные здания. Имеются центральная больница, роддом и поликлиника, библиотека и дворец культуры, центральная мечеть района, центральный базар и другие здания и сооружения. Имеется регулярное автобусное сообщение в ближайшие населённые пункты.